# MPSoC
Многопроцессорная система на кристалле (Multiprocessor System-on-Chip, MPSoC) — система на кристалле (SoC), содержащая несколько процессоров, обычно предназначенная для встраиваемых систем. Используется платформами, содержащими несколько, обычно гетерогенных, вычислительных элементов со специфическими функциональностями отражающими их вероятную область применения, иерархию памяти (часто используются блокнотная память и DMA) и I/O компоненты. Все эти компоненты связаны друг с другом с помощью on-chip interconnect.
Эти архитектуры соответствуют эксплуатационным потребностям мультимедийных приложений, телекоммуникационных архитектур, сетевой безопасности и приложений других областей, ограничивая энергопотребление за счет использования специализированных вычислительных элементов и архитектуры.